# العرسان الثلاثة (فلم)
العرسان الثلاثة فيلم مصري تم إنتاجه عام 1947، من إخراج حسن حلمي و بطولة سامية جمال وإسماعيل ياسين ومحمود شكوكو ومحمد سلمان.

## فريق العمل
إخراج:
- حسن حلمي (مخرج )
- فطين عبد الوهاب (مخرج مساعد)

تأليف:
- أبو السعود الإبياري (قصة وسيناريو وحوار)
- عمر جميعي (قصة وسيناريو وحوار)
- حسن حلمي

طاقم العمل:
- سامية جمال
- محمود شكوكو
- محمد سلمان
- محمد كمال المصري (شرفنطح)
- حسن فايق
- إسماعيل ياسين
- ماري منيب
- السيد بدير
- وداد حمدي

## أغاني الفيلم
كلمات: أبو السعود الإبياري
الحان:
- محمود الشريف
- محمد سلمان
- علي فراج

## روابط خارجية
- مقالات تستعمل روابط فنية بلا صلة مع ويكي بيانات